# Fotbal na Letních olympijských hrách 1920
Fotbalový turnaj na Letních olympijských hrách 1920 byl třetí oficiální fotbalový turnaj na olympijských hrách. Finále turnaje se nedohrálo. Vítězem turnaje se stala belgická fotbalová reprezentace.

## První kolo
| 28. srpna 1920 10:00                                 |       |            |                                                               |
| Československo                                       | 7 : 0 | Jugoslávie | Broodstraat, Antverpy diváci: 600 rozhodčí: Raphael Van Praag |
| Vaník 20', 46', 79' Janda 34', 50', 75' Sedláček 43' |       |            | Broodstraat, Antverpy diváci: 600 rozhodčí: Raphael Van Praag |

| 28. srpna 1920 15:30 |       |        |                                                        |
| Španělsko            | 1 : 0 | Dánsko | La Butte, Brusel diváci: 3 000 rozhodčí: Willem Eymers |
| Arabolaza 54'        |       |        | La Butte, Brusel diváci: 3 000 rozhodčí: Willem Eymers |

| 28. srpna 1920 10:00      |       |           |                                                            |

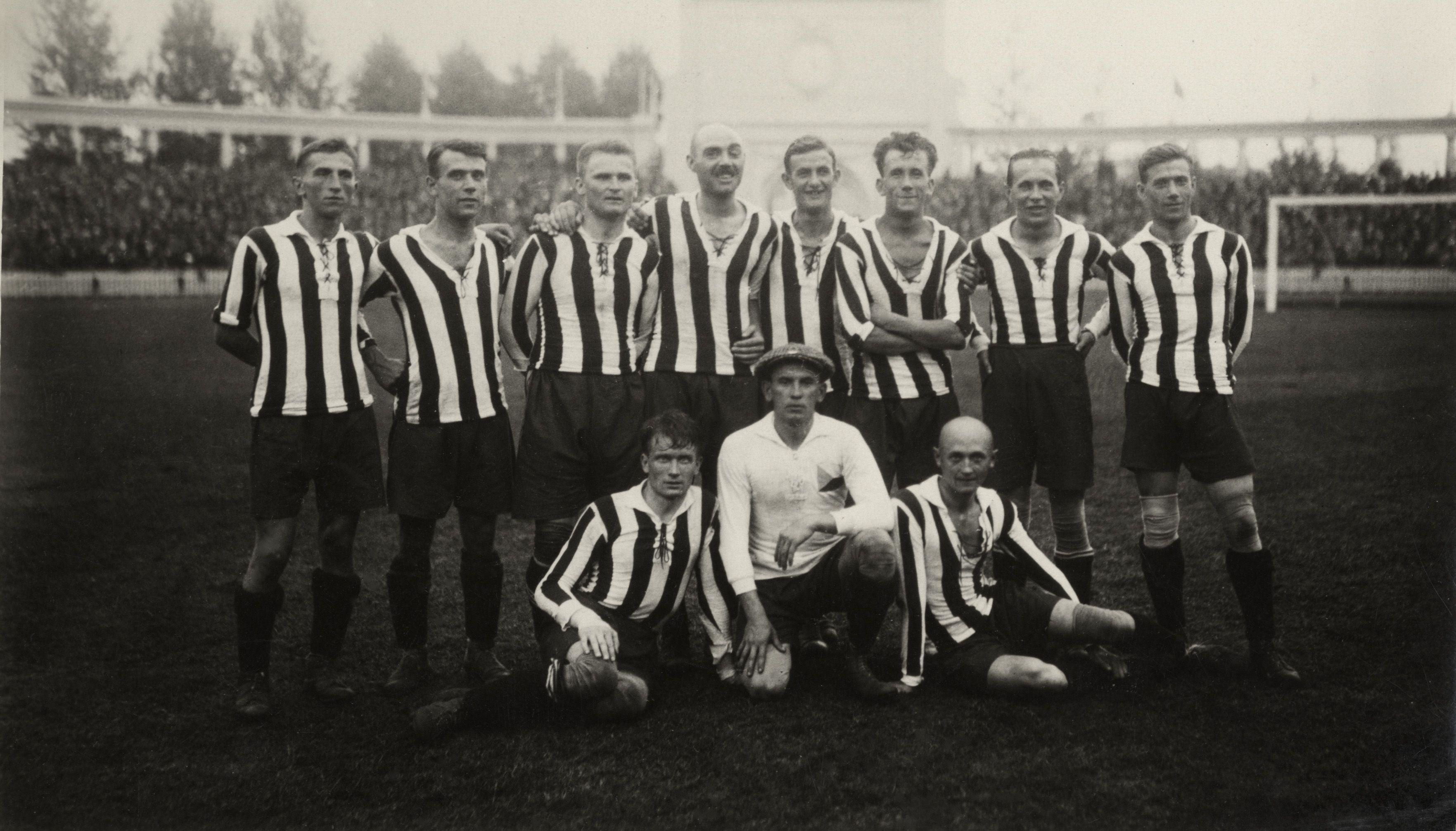
Československý národní tým na LOH 1920

| Itálie                    | 2 : 1 | Egypt     | Jules Ottenstadion, Gent diváci: 2 000 rozhodčí: Paul Putz |
| Baloncieri 25' Brezzi 57' |       | Osman 30' | Jules Ottenstadion, Gent diváci: 2 000 rozhodčí: Paul Putz |

| 28. srpna 1920 15:30            |       |                |                                                                       |
| Norsko                          | 3 : 1 | Velká Británie | Olympijský stadion, Antverpy diváci: 5 000 rozhodčí: Johannes Mutters |
| Gundersen 13', 51' Wilhelms 63' |       | Nicholas 25'   | Olympijský stadion, Antverpy diváci: 5 000 rozhodčí: Johannes Mutters |

| 28. srpna 1920 17:30              |       |             |                                                           |
| Nizozemsko                        | 3 : 0 | Lucembursko | La Butte, Brusel diváci: 3 000 rozhodčí: Georges Hubrecht |
| J. Bulder 30' Groosjohan 47', 85' |       |             | La Butte, Brusel diváci: 3 000 rozhodčí: Georges Hubrecht |

| 28. srpna 1920 17:30                                                  |        |       |                                                                      |
| Švédsko                                                               | 9 : 0  | Řecko | Olympijský stadion, Antverpy diváci: 5 000 rozhodčí: Charles Barette |
| Olsson 4', 79' Karlsson 15', 20', 21', 51', 85' Wicksell 25' Dahl 31' | Report |       | Olympijský stadion, Antverpy diváci: 5 000 rozhodčí: Charles Barette |

## Čtvrtfinále
| 29. srpna 1920 10:00                                      |                |                                       |                                                           |
| Nizozemsko                                                | 5 : 4 (prodl.) | Švédsko                               | Broodstraat, Antverpy diváci: 5 000 rozhodčí: Josef Fanta |
| Groosjohan 10', 57' Bulder 44', 88' (pen.) de Natris 115' |                | Karlsson 16', 32' Olsson 20' Dahl 72' | Broodstraat, Antverpy diváci: 5 000 rozhodčí: Josef Fanta |

| 29. srpna 1920 16:30         |       |        |                                                          |
| Československo               | 4 : 0 | Norsko | La Butte, Brusel diváci: 4 000 rozhodčí: Charles Barette |
| Vaník 8' Janda 17', 66', 77' |       |        | La Butte, Brusel diváci: 4 000 rozhodčí: Charles Barette |

| 29. srpna 1920 15:00           |       |                   |                                                                        |
| Francie                        | 3 : 1 | Itálie            | Olympijský stadion, Antverpy diváci: 10 000 rozhodčí: Henri Christophe |
| Boyer 10' Nicolas 14' Bard 54' |       | Brezzi 33' (pen.) | Olympijský stadion, Antverpy diváci: 10 000 rozhodčí: Henri Christophe |

| 29. srpna 1920 17:00 |       |                   |                                                                        |
| Belgie               | 3 : 1 | Španělsko         | Olympijský stadion, Antverpy diváci: 18 000 rozhodčí: Johannes Mutters |
| Coppée 11', 52', 55' |       | Arrate 62' (pen.) | Olympijský stadion, Antverpy diváci: 18 000 rozhodčí: Johannes Mutters |

## Semifinále
| 31. srpna 1920 15:35            |       |           |                                                                        |
| Československo                  | 4 : 1 | Francie   | Olympijský stadion, Antverpy diváci: 12 000 rozhodčí: Johannes Mutters |
| Mazal 18', 75', 87' Steiner 70' |       | Boyer 79' | Olympijský stadion, Antverpy diváci: 12 000 rozhodčí: Johannes Mutters |

| 31. srpna 1920 17:25                |       |            |                                                                  |
| Belgie                              | 3 : 0 | Nizozemsko | Olympijský stadion, Antverpy diváci: 22 000 rozhodčí: John Lewis |
| Larnoe 46' Van Hege 55' Bragard 85' |       |            | Olympijský stadion, Antverpy diváci: 22 000 rozhodčí: John Lewis |

## Finále

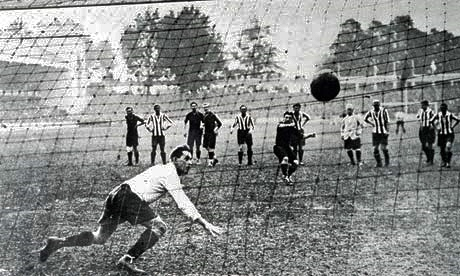
Robert Coppée skórující v 6. minutě z penaltového kopu

Finále bylo velmi kontroverzní a je jediným případem v historii fotbalu, kdy finále velkého turnaje nebylo dohráno. Belgie dostala kontumačně zlaté medaile poté, co reprezentanti Československa ve 40. minutě opustili hřiště na protest proti mnoha kontroverzním rozhodnutím rozhodčího.
Hráčům Československa se nelíbilo, že 65letý anglický rozhodčí John Lewis a jeho asistenti chybně uznali oba belgické góly (první navíc po sporné penaltě). Po sporné červené kartě pro Karla Steinera ve 40. minutě opustili hřiště. Kromě toho byly také během zápasu zaznamenány provokace ze strany belgických vojáků, kteří během zápasu vstoupili i na hřiště a zneuctili československou vlajku.
Protesty Československa byly zamítnuty a Československo bylo diskvalifikováno.
| 2. září 1920 17:30          |                   |                |                                                                  |
| Belgie                      | 2 : 0 (nedohráno) | Československo | Olympijský stadion, Antverpy diváci: 35 000 rozhodčí: John Lewis |
| Coppée 6' (pen.) Larnoe 30' |                   |                | Olympijský stadion, Antverpy diváci: 35 000 rozhodčí: John Lewis |

## O umístění

### První kolo o 2. místo
| 31. srpna 1920 10:00 |       |              |                                                            |
| Itálie               | 2 : 1 | Norsko       | Broodstraat, Antverpy diváci: 500 rozhodčí: Louis Fourgous |
| Sardi 46' Badini 96' |       | Andersen 41' | Broodstraat, Antverpy diváci: 500 rozhodčí: Louis Fourgous |

| 1. září 1920 12:00           |       |          |                                                              |
| Španělsko                    | 2 : 1 | Švédsko  | Broodstraat, Antverpy diváci: 1 500 rozhodčí: Giovanni Mauro |
| Belauste 51' Gómez-Acedo 53' |       | Dahl 28' | Broodstraat, Antverpy diváci: 1 500 rozhodčí: Giovanni Mauro |

### Druhé kolo o 2. místo
| 2. září 1920 12:00 |       |        |                                                                 |
| Španělsko          | 2 : 0 | Itálie | Olympijský stadion, Antverpy diváci: 10 000 rozhodčí: Paul Putz |
| Sesúmaga 43', 72'  |       |        | Olympijský stadion, Antverpy diváci: 10 000 rozhodčí: Paul Putz |

### O 2. místo
| 5. září 1920 15:00            |       |                |                                                                 |
| Španělsko                     | 3 : 1 | Nizozemsko     | Olympijský stadion, Antverpy diváci: 14 000 rozhodčí: Paul Putz |
| Sesúmaga 7', 35' Pichichi 72' |       | Groosjohan 68' | Olympijský stadion, Antverpy diváci: 14 000 rozhodčí: Paul Putz |

### Exhibiční zápas
Tento zápas nebyl součástí turnaje, ale byl organizován po vyřazení obou týmů. Některé zdroje mylně uvádějí, že se zápas hrál v rámci souboje o osmou pozici nebo jako součást turnaje o stříbrnou a bronzovou medaili.
| 2. září 1920 10:00                    |       |                         |                                                                     |
| Egypt                                 | 4 : 2 | Jugoslávie              | Olympijský stadion, Antverpy diváci: 500 rozhodčí: Rafael van Praag |
| Abaza ??', ??' Allouba ??' Hegazi ??' |       | Dubravčić ??' Ružić ??' | Olympijský stadion, Antverpy diváci: 500 rozhodčí: Rafael van Praag |

## Medailisté
| Zlato   | Belgie     |
| Stříbro | Španělsko  |
| Bronz   | Nizozemsko |